# Граница
Вижте пояснителната страница за други значения на Граница.
Границите са географско разделение на политически субект или правни юрисдикции като правителства, суверенни държави, федерални щати и други административни деления.

## Естествени граници
Естествените граници са географска характеристика, която представлява естествено препятствие за комуникациите и транспорта. Съществуващите политически граници често са формализация на тези исторически, естествени граници.
Някои географски характеристики, които често съставляват естествените граници са:
- Океани
- Реки
- Езера
- Гори
- Планински вериги

През вековете с напредването на технологиите се намаляват разходите за транспорт и комуникации, необходими за пресичането на тези естествени граници. Това намалява значението на природните граници във времето.

## Морски граници
Морската граница е разделение, обхващащо територия в океана, в която дадена нация има изключителни права върху минералните и биологичните ресурси, включително морските функции, граници и зони.
Морските граници съществуват в контекста на териториалните води, прилежащите зони и изключителните икономически зони; тази терминология не обхваща границите, които пресичат езера и реки, които от своя страна се разглеждат в контекста на сухопътните граници.